# Marifé Santiago Bolaños
María Fernanda Santiago Bolaños (Madrid, 1962), más conocida como Marifé Santiago Bolaños, es una escritora española.
Es Doctora en Filosofía por la Universidad Complutense de Madrid (UCM). Profesora de la Facultad de Filosofía de la UCM. Sus estudios en torno al diálogo entre la Filosofía y la Creación artística, y el teatro como camino de conocimiento, se reflejan en conferencias impartidas en encuentros internacionales, dirección de congresos científicos, ensayos, prólogos, entradas de diccionarios temáticos, lecturas poéticas, catálogos artísticos o libros.[cita requerida]
Es patrona de la Fundación María Zambrano, académica correspondiente de la Real Academia de Historia y Arte de San Quirce y vicepresidenta de "Clásicas y Modernas. Asociación para la Igualdad en la Cultura". Pertenece a la Academia de las Artes Escénicas de España.
Ha coordinado y publicado obras que promueven la igualdad de género, como Debes conocerlas, con la doctora Mercedes Gómez Blesa (Madrid, Ed. Huso, 2016), o Quiero ser una caja de música. Violencias machistas en la juventud adolescente (Eolas, León, 2016). Con la compositora María José Cordero ha realizado el proyecto "La música para piano de Cuadernos de la niña escondida" (Madrid, Huso, 2021) que ha contado con el apoyo del Instituto de las Mujeres (Ministerio de Igualdad).
Su obra, individual y colectiva, está publicada en inglés, francés, bengalí, hebreo, chino, alemán, esloveno, gallego, portugués o ruso; e incluida en distintas antologías y proyectos literarios tanto en España como en otros países europeos, asiáticos y americanos. Igualmente, estudios sobre su obra se recogen en publicaciones científicas internacionales.[cita requerida]
Dirige la colección de pensamiento y creatividad “Palabras Hilanderas” (editorial Huso-Cumbres).
Es socia de honor de la Sociedad Canaria de Profesorado Elio Antonio de Nebrija (SOCAEAN).

## Biografía
Es profesora de Estética y Teoría de las Artes de la Facultad de Filosofía de la UCM. Ha sido profesora de la Universidad Rey Juan Carlos (URJC), de Madrid, del curso 2011-2012 al 2022-2023. Previamente, desde 1986, año en el que aprueba las oposiciones de profesora de secundaria, impartió clases de Filosofía en Orense y en El Espinar (Segovia). Y, antes, durante sus años de estudiante en la UCM, trabajó como auxiliar administrativo en distintos ministerios.
Entre 1986 y 2004, dirigió el Aula de Investigación Teatral de la Facultad de Filosofía, en la Universidad Complutense. Ha sido Colaboradora Honorífica del Departamento de Filosofía IV, Teoría del Conocimiento e Historia del Pensamiento, en la Facultad de Filosofía de dicha Universidad.
De marzo de 2004 a diciembre de 2011, fue Directora del Departamento de Educación y Cultura del Gabinete del Presidente del Gobierno de España. 
Es miembro del Grupo de Investigación Complutense "Poéticas de la modernidad", ha pertenecido al Grupo de Investigación Complutense "Escritura e imagen. La Europa de la escritura". Forma parte del Observatorio URJC de Innovación e Investigación en Artes de la Escena "Atlas de Interferencias".
Por su labor como gestora cultural, ha recibido la Encomienda de Número de la Orden del Mérito Civil (Gobierno de España) y la Comenda da Ordem do Infante D. Henrique (Gobierno de Portugal).[cita requerida]

## Obra individual

### Ensayo
- "Envidia", Madrid, PPC, 2022, ISBN 978-84-288-3941-9
- "Miguel Hernández, concierto para tres", Madrid, Ed.Huso,2022, ISBN 978-84-125608-3-1
- "Reflexiones a la orilla del tiempo: algunos tés imprescindibles" Madrid, Ed. Bala Perdida, 2022, ISBN 978-84-124550-9-0
- "El honor. A partir de recetas apócrifas de Celestina", Compañía Nacional de Teatro Clásico,2022, ISBN 978-84-9041-443-9
- "Demostración del ángel: visitar la vida con Jesús González de la Torre", Segovia, Ediciones Derviche,2022, ISBN 978-84-124250-9-3
- "Espejos de la nada: Marina Tsvietáieva y María Zambrano", Madrid, Báltica, 2020, ISBN 978-84-947227-8-3
- Arturo Baltar. El caminante que deshoja paisajes, Madrid, Ed. Huso, 2018, ISBN 978-84-947062-9-5
- El secreto de Ofelia. Teatro, tejidos, el cuerpo y la memoria, Madrid, Eds. Cumbres, 2014, ISBN 978-84-940517-7-7
- María Zambrano, correspondencia inédita con Gregorio del Campo, Ourense, Linteo, 2012, (Edición)
- Mirar al dios. El Teatro como camino de conocimiento, Madrid, Biblioteca Nueva, 2005
- La palabra detenida. Una lectura del símbolo en el teatro de Antonio Buero Vallejo, Murcia, Universidad de Murcia, 2004
- Cien años de la Sociedad de Minoristas de Pescado, Madrid, ADEPESCA y Cámara de Comercio, 2003
- El libro de Boisán", Astorga, Ediciones del Lobo Sapiens, 2002, (Coordinadora)
- Lo que guardan las musas: literatura y filosofía, Cuenca, “Cuadernos de Mangana” número 12, CPR de Cuenca, 2002
- Enrique Pajón, educador de sentimientos, Orense, Ed. Linteo, 2000 (Coordinadora)
- La mirada atlántica. Literatura gallega y peregrinación interior, La Coruña, Edicións do Castro, 1995
- Boisán de Somoza: crónica sentimental, Madrid, Asociación Cultural Amigos de Boisán, 1995

### Poesía
- "La violencia es una veta miserable que cubrimos con canciones", Madrid, Ed. Huso, 2021
- Teoría de los matices, Madrid, Huso, edición bilingüe español-chino, 2017
- Las constelaciones del Capitán, Madrid, Ediciones La Palma, 2014
- El País de los Pequeños Placeres, León, Eolas, 2014
- Nos mira la piedad desde las alambradas, Zaragoza, Olifante, 2013
- El País de los Pequeños Placeres, Edición Digital, Madrid, Musa a las 9, 2012
- La orilla de las mujeres fértiles, Madrid, Calambur, 2010
- Las constelaciones del Capitán (Fragmento), Málaga, Publicaciones de la Antigua Imprenta Sur, nº 27, 2008
- El día, los días, Madrid, Calambur, 2007
- El día, los días (Del umbral y del cuerpo),Entregas de Invierno, 11, León, 2003
- Celebración de la espera, Madrid, Endymión, 1999
- Tres cuadernos de bitácora, Astorga, Fuenteencalada, 1996, (Edición electrónica, Musa a las 9, 2011)

#### Poesía en gallego
- Poesía dos aléns, Ourense, Diputación de Orense, 1993
- I Congreso de Poetas Alófonos en Lingua Galega, Universidad de Santiago de Compostela,1993

### Novela
- La canción de Ruth, Madrid, Bartleby, 2010 (Traducida al francés, La Chanson de Ruth, Solanhets Éditeur, 2016)
- El jardín de las favoritas olvidadas, Ourense, Ed. Linteo, 2005, (Traducida al bengalí, Kathak, 2008)
- Un ángel muerto sobre la hierba, Ourense, Ed. Linteo, 2001
- El tiempo de las lluvias, Ourense, Ed. Linteo, 1999

### Teatro
- Cuadernos de la niña escondida, Madrid, Ed. Huso, 2016